# Hermanas de los Desamparados
La Congregación de Hermanas de los Desamparados (en inglés Sisters of the Destitute) es una Congregación religiosa católica femenina de rito siro-malabar de derecho pontificio, fundada en 1927 por Varghese Payyappilly en India. Las religiosas de este instituto son conocidas como Hermanas de los Desamparados y posponen a sus nombres las siglas S.D.

## Historia

### Origen
La congregación nació en Chunangamvelly, Kerala (India) por obra del sacerdote Varghese Payyappilly con el nombre de Hermanas de los Pobres. La aprobación diocesana la obtuvo el 19 de marzo de 1927, de parte del arzobispo de Ernakulam. Esta fecha es tenida como el día oficial de la fundación. El ideal de Payyapilly fue que el instituto se encargara de los enfermos pobres y de la educación de la juventud desamparada, en el seno de la Iglesia católica, de rito siro-malabar. En 1933 las religiosas cambiarían el nombre por el de Hermanas de los Desamparados, ya que no existía otra congregación con ese nombre.

### Expansión
El Instituto, que nació sin ánimo de expansión, se difundió rápidamente por India. A mediados del siglo XX ya se encontraba en las diócesis indias de Changanacherry, Kothamangalam, Delhi, Simla, Chanda, Madras y Oocatacamund. Para entonces, contaba ya con más de 30 casas y unas 530 religiosas.
La causa de beatificación del fundador fue introducida en 2009.

## Actividades y presencia
Las Hermanas de los Desamparados se dedican a la labor hospitalaria y asistencial a favor de los pobres, a la rehabilitación de los niños maltratados física y psicológicamente, a la asistencia de los que se encuentran en las calles y de las familias del campo. Ofrecen servicios a los enfermos terminales, enfermos de cáncer y sida. Tienen centros para toxicómanos, atención a los presos y algunas escuelas para los niños pobres.
En 2011, la Congregación contaba con unas 1430 hermanas y 208 casas, repartidas en Alemania, India, Italia, Madagascar y Suiza. Está dividida en seis provincias, a saber la provincia de Krupadham, casa central en Wardha; la de Pushpadham, casa central en Najafgarh; la de Santhidham, casa provincia en Ghaziabad; St. Mary's, con sede en Chunangamvely; St.Joseph, casa provincial en Changanassery; y St.Vincent, centralizada en Kothamangalam. La casa general del Instituto se encuentra en Aluva y su actual superiora general es Smitha Vembilly.